# ポリエ

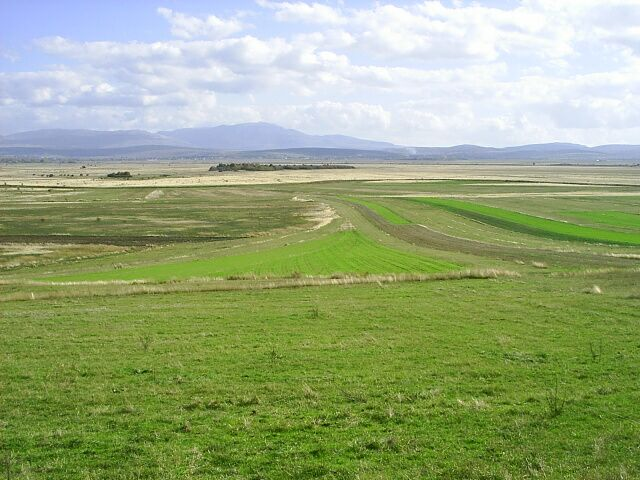
ボスニア・ヘルツェゴビナにあるリヴァニスコ・ポリエ（写真奥にディナラ山が見える）

ポリエ（polje、発音: [pǒːʎe]）は、カルスト地形のうち、通常面積が5 - 400km2となる、大型の平坦な地形。カルストポリエ（karst polje）またはカルストフィールド（karst field）とも言い、日本語では溶食盆地（ようしょくぼんち）とも言う。ポリエという語はスラヴ語派の言語から派生したもので、原義は「野原」（field）であるが、英語および日本語では、カルスト地形の平原についてこの語を用いている。

## 地学的な特徴
地質学の用語としてのポリエは、カルスト石灰岩のうち、大きく、底部が平坦な窪地であり、長軸が主要な構造の走向に平行に発達し、数千キロメートルの長さになるものを指す。表層堆積物は、底部に沿って堆積する傾向が見られる。排水は表層の水流によって（「オープンポリエ」と呼ばれる）あるいは陥落孔やポノールによって（「クオーズポリエ」と呼ばれる）なされる可能性がある。通常、ポノールは多量の水を流すことができないので、多くのポリエは雨季に湖となる。ポリエの構造は地形学的な構造と関係するものもあるが、純粋な側面の溶解ないしは平坦化作用によるものもある。ポリエの発達は、カルスト地形内部の排水の程度によって変化する。
ポリエは1,000km2にも達する広大な面積を持ち、底部が平らで閉じられた盆地である。ポリエの底部は、不溶体（緩やかな起伏を持つ）または土壌となったむき出しの石灰岩である可能性がある。ポリエは典型的に複合的な水文地質学的特徴を示し、エクスサージェンス（exsurgence）、エステヴェレ、陥落孔、末無川などが見られる。ディナル・アルプス山脈には多数のポリエが形成されている。 
ポリエは亜熱帯や熱帯地域に多く分布するが、温帯にも見られ、数は少ないが亜寒帯にも存在する。多くはテラロッサと呼ばれる厚い堆積物に覆われており、広く農業に利用されている。
ディナル・アルプスのポリエには雨の多い冬季や春季にizvorまたはvreloと呼ばれる一時的な湖が発生する場合がある。この湖はポノールを通って排水され、消滅する。世界の主要なポリエには、ボスニア・ヘルツェゴビナにある世界最大のリヴァニスコ・ポリエ（Livanjsko polje、長さ60km、幅7km）、グラモツコ・ポリエ（Glamočko Polje）、グラホブスコ・ポリエ（Grahovsko Polje）ドラヴァルスコ・ポリエ（Drvarsko Polje）、ドゥヴァンジスコ・ポリエ（Duvanjsko Polje）クプレス高原（Kupres Highlands）、ポポヴォ・ポリエ、ダバルスコ・ポリエ（Dabarsko Polje）、ネヴェシンジスコ・ポリエ（Nevesinjsko Polje）、ガタツコ・ポリエ（Gatačko Polje）、ロガテク・ポリエ（Logatec Polje）、スロベニアのプラニア・ポリエ（Planina Polje）、セルクニカ・ポリエ（Cerknica Polje）、モンテネグロのニクシツコ・ポリエ（Nikšićko Polje）、クロアチアのリカ地方にある、リツコ・ポリエ（Ličko Polje）などがある。

## 語源
ポリエは「奥地の谷」（interior valley）の意味である。polyeの形で、フランス語・ドイツ語・ギリシャ語・イタリア語・スペイン語・トルコ語でも使われている。polje 自体はスラブ語派の言語を起源としている。英語では旧ユーゴスラビアの言語であるセルビア語、クロアチア語、ボスニア語、スロベニア語から借用した。マケドニア語・ブルガリア語ではpole、ロシア語ではpolyeと表現する。